# نانسی درو (فیلم ۲۰۰۲)
نانسی درو (به انگلیسی: Nancy Drew) یک فیلم تلویزیونی به کارگردانی جیمز فراولی و نویسندگی امی کانان مان است.
مگی لوسون در نقش کارآگاه نوجوانی به نام نانسی درو است که به دانشگاه می‌رود و رمز و راز دیگری را پیدا کرده و برای حل آن تلاش می‌کند.
این فیلم برای اولین بار در ۱۵ دسامبر ۲۰۰۲، توسط شرکت پخش رسانه‌ای آمریکا منتشر شد.

## داستان
نانسی درو با تحصیلات دانشگاهی با دو بهترین دوستش، بس مروین و جورج فاین، در دانشگاه ریچاردز شروع می‌کند.
پس از اینکه ستاره فوتبال وارد کما می‌شود، نانسی تحقیق می‌کند، و یک توطئه را در سطح دانشگاه پیدا می‌کند.

## بازیگران
- مگی لاسون در نقش نانسی درو
- جیل ریچی در نقش بس ماروین
- لورن بیرکل در نقش جورج فاین
- ماریه دلفینو در نقش کریستینا «تینی» تیمکینز
- چارلی فین در نقش هنک لوکمن
- هیت فریمن در نقش کارآگاه پاتریک دالی
- جیمز آوری در نقش پروفسور دوک شیفلین
- برت کالن در نقش کارسون درو
- جنی اوهارا در نقش هانا گراون
- نیک استابیل در نقش ند نیکرسون
- برایان وایت در نقش فرانکلین سندرسون
- کوین تیگ در نقش مربی جفریس
- سابین سینگ در نقش آلیسون پرایز
- میشل مورگان در نقش جکین کالبرسون
- دیل میدکف در نقش جیمبو میچل
- هووکو در نقش بیتسی
- جوانا کانتون در نقش سو

## پخش
این فیلم در ابتدا قرار بود یکشنبه، ۲۰ اکتبر ۲۰۰۲، پخش شود ولی در ۱۵ دسامبر ۲۰۰۲ در ABC پخش شد.
این ۷٫۵ را میلیون نفر تماشا کردند و جایگاه سوم را بدست آورد.

## بازخورد
جمع‌کننده روتین تومیتوز نقد به فیلم بازبینی نمی‌کند، اگرچه مخاطب به این فیلم بازبینی‌های مختلط می‌دهد. لورا فرای، از تنوع، اظهار داشت: "نانسی درو بازی او را خاموش کرده‌است. قهرمان هراسناک از کتاب‌های میلدرد ورت بنسون، با نام کارولین کین، فقط اهمیتی را که قبلاً انجام داده، ندارد، و در حالی که نسخه به روز شده ABC برای دنیای شگفت انگیز دیزنی یک تلاش نرم و صاف و جدی است، اما راه بیرون است. . "
علی‌رغم بررسی‌های مختلط، نانسی درو در سال ۲۰۰۳ تحت عنوان «فیلم یا Miniseries برای تلویزیون» نامزد دریافت جایزه منشور شد.